# Cambio por Chile
Cambio por Chile es una coalición electoral chilena creada en 2025 entre el Partido Republicano, el Partido Social Cristiano y el Partido Nacional Libertario para las elecciones parlamentarias de 2025.

## Historia

### Antecedentes
El 14 de abril de 2025, los partidos de ultraderecha habían anunciado un preacuerdo para competir unidos en las elecciones parlamentarias en una coalición denominada como «Nueva Derecha». Con esta determinación, los republicanos, socialcristianos y libertarios cerraron definitivamente la puerta a una lista única con la alianza de centroderecha Chile Vamos, que buscaba un acercamiento con todos los movimientos opositores al Gobierno de Gabriel Boric para asistir a los comicios en unidad. En julio de 2025, las colectividades ratificaron su intención de formar una alianza parlamentaria propia con la creación de un pacto, aunque lo renombraron como «Derecha Unida». En paralelo, los republicanos se abrieron a una negociación con Chile Vamos para alcanzar un pacto por omisión en la elección senatorial en las regiones binominales (en donde se eligen a dos senadores).
La alianza no se replicó para la elección presidencial de 2025, ya que los partidos que la formaron apoyaron a distintos candidatos presidenciales: republicanos y socialcristianos respaldaron a José Antonio Kast; mientras que los libertarios levantaron la candidatura de Johannes Kaiser.

### Inscripción
Los partidos Republicano, Social Cristiano y Nacional Libertario formalizaron su pacto ante el Servicio Electoral (Servel) el 8 de agosto, en una coalición que fue denominada como «Cambio por Chile». La lista anunció la presentación de 183 candidaturas a diputado.

## Composición
La coalición está conformada por los siguientes partidos:
| Partido                     | Presidente      |
| --------------------------- | --------------- |
| Partido Republicano         | Arturo Squella  |
| Partido Social Cristiano    | Sara Concha     |
| Partido Nacional Libertario | Johannes Kaiser |